# Pterostylis daintreana
Pterostylis daintreana là một loài thực vật có hoa trong họ Lan. Loài này được F.Muell. ex Benth. miêu tả khoa học đầu tiên năm 1873.